# Мария Исабел (теленовела)
„Ако знаеше... Мария Исабел“ (на испански: Si tú supieras... María Isabel) е мексиканска теленовела, режисирана от Мигел Корсега и Моника Мигел, и продуцирана от Карла Естрада за Телевиса. Адаптация е на оригиналното произведение María Isabel от мексиканската писателка Йоланда Варгас Дулче.
В главните роли са Адела Нориега и Фернандо Карийо, а в отрицателната – Лорена Ерера.

## Сюжет
Мария Исабел е бедна, но благородна и честна индианка, която живее в провинцията с баща си и мащехата си, която постоянно я тормози. Същевременно, приятелката на Мария умира по време на раждане, а бебето остава на грижите на девойката. За да може да се грижи за детето, Мария Исабел започва работа в дома на богатия инженер и вдовец Рикардо Мендиола. Въпреки че е се влюбва в него, Мария се опитва да скрие чувствата си към него. Рикардо също се влюбва в нея, но не смее да признае на семейството си. Мария Исабел и Рикардо се женят, макар че семейството му е против индианката.

## Актьори
Част от актьорския състав:
- Адела Нориега – Мария Исабел Санчес Риобуено
- Фернандо Карийо – Рикардо Мендиола Сунига
- Лорена Ерера – Лукресия Фонтанер
- Патрисия Рейес Спиндола – Мануела Рохас Лопес
- Лилия Арагон – Росаура Мендес Лареа
- Хорхе Варгас – Феликс Перейра
- Хосе Карлос Руис – Педро
- Моника Мигел – Чона
- Алехандро Арагон – Леобардо Ренхел
- Раул Араиса Ерера – Андрес
- Емое де ла Пара – Дебора Серано
- Сабине Мусиер – Мирея Серано
- Хуан Фелипе Пресиадо – Ромуло Алтамирано
- Родриго Видал – Хилбертоо
- Роберто Баястерос – Армандо Ногера
- Хорхе Салинас – Рубен
- Сусана Гонсалес – Елиса де Мендиола
- Валентино Ланус – Антонио Алтамирано
- Марсело Букет – Кристобал
- Серхио Басаниес – Габриел
- Рафаел Рохас – Ригоберто
- Таня Васкес – Соня
- Карлос Лопес Естрада – Педрито
- Магда Гусман – Директорката
- Ернесто Лагуардия – Луис Торес

## Премиера
Премиерата на Мария Исабел е на 4 август 1997 г. по Canal de las Estrellas. Последният 124. епизод е излъчен на 16 януари 1998 г.

## Награди и номинации
Награди TVyNovelas 1998
| Категория                      | Номинация               | Резултат   |
| ------------------------------ | ----------------------- | ---------- |
| Най-добра млада актриса        | Адела Нориега           | Печели     |
| Най-добър актьор в главна роля | Фернандо Карийо         | Номиниран  |
| Най-добра актриса              | Патрисия Рейес Спиндола | Номинирана |

Награди Ace 1999
| Категория                      | Номинация       | Резултат  |
| ------------------------------ | --------------- | --------- |
| Най-добра телевизионна актриса | Адела Нориега   | Печели    |
| Най-добър телевизионен актьор  | Фернандо Карийо | Номиниран |

BMI Латински награди 1999
| Категория                   | Номинация                       | Резултат |
| --------------------------- | ------------------------------- | -------- |
| Най-добра песен на годината | „Si Tú Supieras“ Кике Сантандер | Печели   |

## Версии
- Мария Исабел е базирана на едноименното произведение от Йоланда Варгас Дулче. Върху него се базират и следните адаптации:
  - Първата версия е теленовелата María Isabel от 1966 г., продуцирана от Валентин Пимщейн, с участието на Силвия Дербес и Раул Рамирес.
  - Историята е реализирана и в два филма за голям екран, първият е María Isabel от 1967 г. и вторият, El amor de María Isabel от 1968 г. В главната роля и в двете част е Силвия Пинал.